# STS Alexander von Humboldt
STS Alexander von Humboldt – niemiecki bark.

## Historia i rejsy
Statek został zbudowany w 1906 jako rezerwowy latarniowiec (jego pierwotna nazwa nie została ustalona z pewnością, prawdopodobnie nosił nazwę "Reserve Sonderburg"). W latach 1920–1945 służył jako latarniowiec, głównie na Bałtyku. 
Przemianowany na "Kiel", w 1945 zajął stałą pozycję u wejścia do Kanału Kilońskiego. W 1957 został przypadkowo staranowany przez szwedzki statek i zatonął, w 1959 wydobyto go i wyremontowano. W 1967 zadania statku przejęła latarnia morska, a on sam był dalej używany jako latarniowiec rezerwowy, głównie na Morzu Północnym. Wycofany ze służby statek (nazwany przejściowo "Confidentia") został w 1986 zakupiony przez niemieckie stowarzyszenie Sail Training Association Germany, propagujące wychowanie morskie młodzieży. Jego portem macierzystym jest Bremerhaven.
W latach 1986–1988, na podstawie planów opracowanych przez inż. Zygmunta Chorenia, przebudowano go na trzymasztowy bark i 30 maja 1988 przemianowano na "Alexander von Humboldt", na cześć niemieckiego przyrodnika Aleksandra von Humboldta. Od tej pory często brał udział w zlotach żaglowców, regatach i Operacjach Żagiel. W 1992 po raz pierwszy przepłynął Atlantyk, a w 1998 odbył rejs do Ameryki Południowej dla uczczenia swojego patrona. Rozpoznawany jest z daleka, przede wszystkim po zielonych żaglach i kadłubie w tym samym kolorze. Ostatecznie został wycofany ze służby i sprzedany. Można go spotkać na Karaibach. 

### Alexander von Humbolt II
W Bremie został zbudowany, a w Bremerhaven wyposażony, następca "Alexandra von Humboldta II". Do eksploatacji wszedł pod koniec 2011 roku. Otaklowany jako bark, niesie 24 żagle o powierzchni 1360 m². Nawiązując do tradycji poprzednika, oprócz zielonych żagli ma również zielony kadłub. Należy do fundacji działającej w ramach niemieckiego oddziału Sail Training International .